# I See You (2019)
I See You (Alternativer Titel: I See You – Das Böse ist näher als du denkst) ist ein US-amerikanischer Thriller von Adam Randall aus dem Jahr 2019. In den Hauptrollen spielen Helen Hunt und Jon Tenney. Der Film wurde am 11. März 2019 auf dem Filmfestival South by Southwest uraufgeführt.

## Handlung
In einer Kleinstadt verschwindet ein zehnjähriger Junge, der auf seinem Fahrrad unterwegs ist. Greg Harper, in dessen Ehe es nach einer Affäre seiner Frau Jackie kriselt, leitet die Ermittlungen. In der Nähe des Fahrrads wird ein grünes Taschenmesser gefunden, was an Entführungen vor über 10 Jahren erinnert. Der dafür Verurteilte versucht eine Wiederaufnahme des Verfahrens, weshalb Greg und Kollege Spitzky eines der beiden damals überlebenden Opfer aufsuchen. Der Mann beginnt jedoch hysterisch zu schreien, als sie ihn befragen möchten.
Im Haus der Harpers passieren merkwürdige Dinge. Gegenstände fehlen, der Fernseher geht plötzlich an, Greg wird von jemandem in einem Schrank eingesperrt und ein Handwerker sagt, die Tochter habe ihn hineingelassen, obwohl sie nur Sohn Connor haben. Der ist wegen Jackies Fehltritt sehr schlecht auf seine Mutter zu sprechen. Als ihre Affäre Todd sie aufsucht, wird dieser von einem Becher am Kopf getroffen, Jackie vermutet Connor dahinter. Sie versteckt den Verletzten im Keller, damit Greg ihn nicht sieht, und fährt Connor zur Schule. Nach ihrer Rückkehr findet sie Todd erschlagen vor. Sie holt Greg zu Hilfe und sie beschließen, Todd zu begraben, um ihren Sohn zu schützen. Währenddessen wird Connor im Haus von jemandem angegriffen und gefesselt in die Badewanne gelegt. Als seine Eltern ihn später finden und befreien, liegt neben ihm ein grünes Taschenmesser. Jackie bringt Connor ins Krankenhaus.
Rückblenden erklären die mysteriösen Ereignisse. Zwei Obdachlose, Mindy und Alec, haben sich im Haus versteckt. Während Mindy sich immer versteckt hält, macht sich Alec einen Spaß daraus, die Familie an ihrem Verstand zweifeln zu lassen. Mindy wird Zeugin des Mords an Todd und sieht, dass Greg der Täter ist. Als sie Alec dies erzählen möchte, fesselt der gerade Connor. Mindy möchte zur Polizei, im Streitgespräch zwischen beiden stürzt sie gegen ein Fensterbrett und bleibt bewusstlos liegen. Alec versteckt sie im Auto von Greg, der davon unwissend mit ihr wegfährt. Die zu sich kommende Mindy entdeckt Gegenstände, die Greg als den Entführer der Kinder entlarven. Als er am Ziel angekommen ist, schleicht sie sich davon und versucht wiederholt einen Notruf abzusetzen. Sie findet einen Wohnwagen, in dem zwei Jungen gefangen sind. Bei der Befreiung wird sie von Greg überwältigt.
Greg fährt mit ihr zurück und erschießt Mindy in seinem Haus. Alec schleicht sich an ihn heran und es kommt zu einem Kampf, den Greg zunächst für sich entscheidet. Er versucht alles so aussehen zu lassen, als sei er das Opfer. Doch Alec kann ihn schließlich mit seiner eigenen Waffe erschießen. Spitzky, der Mindys Handy hat orten lassen, stößt kurz danach dazu und schießt Alec in die Schulter. Dieser erwidert nur: „Spitzky“. Spitzky entdeckt die Sachen in Gregs Auto, die entführten Kinder werden aus dem Wohnwagen im Wald befreit. In einer letzten Rückblende sieht man, dass Alec das zweite damals überlebende Opfer von Greg war.

## Synchronisation
Die deutschsprachige Synchronisation übernahm die Think Global Media. Das Dialogbuch schrieb Daniel Johannes, Dialogregie führte Tommy Morgenstern.
| Rolle                   | Darsteller            | Synchronsprecher  |
| ----------------------- | --------------------- | ----------------- |
| Jackie Harper           | Helen Hunt            | Jutta Speidel     |
| Greg Harper             | Jon Tenney            | Matthias Klie     |
| Connor Harper           | Judah Lewis           | Carlos Fanselow   |
| Alec                    | Owen Teague           | Max Felder        |
| Mindy                   | Libe Barer            | Christina Wöllner |
| Spitzky                 | Gregory Alan Williams | Erich Räuker      |
| Lieutenant Moriah Davis | Erika Alexander       | Cornelia Waibel   |
| Reparateur              | Adam Kern             | Tommy Morgenstern |
| Todd                    | Sam Trammell          | Peter Flechtner   |
| Tommy (jung)            | Wyatt McClure         | Marlon Mottschall |
| Tommy Braun             | Jeremy Gladen         | Jeffrey Braun     |

## Produktion
Der Film wurde vom 7. Mai 2018 bis zum 2. Juni 2018 an Drehorten im Bundesstaat Ohio gedreht.

## Rezeption

### Kritiken
Das Lexikon des internationalen Films bewertet den Film mit 3 von 5 Sternen und schreibt über I See You: „Der clever erzählte, bis zum Ende spannende Film verbindet seine Krimi-Handlung elegant mit Haunted-House-Elementen und einem Familiendrama und spielt durch raffinierte Wendungen und effektiv eingesetzte Schockmomente mit den Erwartungen der Zuschauer.“
Oliver Armknecht gibt dem Film in seiner Kritik auf film-rezensionen.de insgesamt 7 von 10 Punkten. Auch wenn die Kombination von mysteriösen Elementen und Familienzerwürfnissen nicht neu seien, habe Randall dies in diesem Film effektiv umgesetzt, ohne es einem „um die Ohren hauen zu wollen“. Erfahrene Zuschauer könnten Teil des Puzzles entsprechend zusammensetzen, wobei andere aus dem Nichts kämen. Der Film würde umso mehr Spaß machen, je weniger man zuvor über den Film wisse und sich entsprechend überraschen ließe. Es sitze zwar nicht jede Wendung gleich gut und manches Richtung Ende wirke doch ein wenig einfach oder arg zufällig konstruiert. Dennoch sei der Film clever gemacht, da vieles erst im Verlauf aufgeklärt würde. Die schauspielerischen Leistungen seien gut, auch wenn man aus den zwischenmenschlichen Beziehungen noch ein wenig mehr hätte herausholen können.
Die Redaktion der Cinema kommt zu dem Fazit, dass es sich bei I See You um ein „[w]endungsreiches Verwirrspiel mit irrer Überraschung“ handele, und gibt dem Film ganze 5 von 5 Punkten. In der ersten Filmhälfte würden Regisseur Adam Randall und Autor Devon Graye das Publikum noch heillos verwirren, bevor sie im Anschluss Licht ins Dunkel bringen. Graye, der hier sein Drehbuchdebüt gibt, habe „eine der raffiniertesten Horrorstorys der letzten Jahre ersonnen“. Komponist William Arcane würde passend dazu massiv Gänsehautfeeling erzeugen.

### Einspielergebnis
Der Film spielte weltweit ungefähr 2 Millionen US-Dollar ein.